# Strumigenys trudifera
Strumigenys trudifera är en myrart som beskrevs av Kempf och Brown 1969. Strumigenys trudifera ingår i släktet Strumigenys och familjen myror. Inga underarter finns listade i Catalogue of Life.